# Luftaufwand
Der Luftaufwand ist ein Maß für die einem Verbrennungsmotor zugeführte gasförmige Frischladung. Der Luftaufwand ist neben dem Liefergrad eine wichtige Größe zur Beschreibung der Ladungswechselgüte, wobei der Luftaufwand eher eine Aussage über die Qualität des Ansaugsystems und -prozesses zulässt.

## Berechnung
Der Luftaufwand ist das Verhältnis der einem Hubkolbenmotor (oder dessen Zylinder) während eines Arbeitsspiels tatsächlich zugeführten Masse an Frischgemisch {\displaystyle m_{\mathrm {G} }\ } zur theoretisch möglichen Masse  {\displaystyle m_{\mathrm {th} }\,}, die sich aus dem geometrischen Hubvolumen {\displaystyle V_{\mathrm {H} }\,} und der theoretischen Ladungsdichte bei Umgebungszustand {\displaystyle \rho _{\mathrm {th} }\,} ergibt.  Dies gilt für frei ansaugende Motoren. Bei aufgeladenen Motoren wird hier der Zustand der Frischladung hinter dem Verdichter bzw. Ladeluftkühler berücksichtigt.
Die zugeführte Frischladung  {\displaystyle m_{\mathrm {G} }\ } (für einen Zylinder) bzw.  {\displaystyle m_{\mathrm {G,ges} }\ } (für den gesamten Motor) und damit der Luftaufwand hängen von diversen Faktoren ab, v. a. Ventilsteuerzeiten und Öffnungsquerschnitt der Ventile sowie von der Drehzahl und den geometrischen Verhältnissen von Ansaugtrakt und Brennraum, so dass der Luftaufwand meist unter 1 bleibt (nur durch Resonanz-Effekte könnte er auch größer 1 werden).
{\displaystyle \lambda _{a}={\frac {m_{\mathrm {G,ges} }}{m_{\mathrm {th} }}}={\frac {m_{\mathrm {G,ges} }}{V_{\mathrm {H} }\cdot \rho _{\mathrm {th} }}}={\frac {{\dot {m}}_{\mathrm {G,ges} }}{i\cdot n\cdot V_{\mathrm {H} }\cdot \rho _{\mathrm {th} }}}}   bzw. für einen Zylinder   {\displaystyle {\frac {m_{\mathrm {G} }}{V_{\mathrm {h} }\cdot \rho _{\mathrm {th} }}}}
Die gesamte dem Motor zugeführte Frischladung besteht beim Ottomotor mit äußerer Gemischbildung (außerhalb des Zylinders) aus:
{\displaystyle m_{\mathrm {G,ges} }=m_{\text{Kraftstoff}}+m_{\text{Luft}}\,}
und beim Dieselmotor und Ottomotor mit Direkteinspritzung:
{\displaystyle m_{\mathrm {G,ges} }=m_{\text{Luft}}\,}